# James Currie
Pour les articles homonymes, voir Currie.
James Currie (né le 31 mai 1756 à Dumfriesshire en Écosse; mort le 31 août 1805 à Sidmouth), médecin écossais.

## Biographie
Il a constaté par des expériences exactes l'utilité de l'eau froide dans les maladies et consigné ses observations dans un livre intitulé : Résultats des effets médicinaux par l'eau froide, 1797.
Il initia en Angleterre une des premières série de relevé de températures qu'il mesurait à des fins diagnostiques et pronostiques. Attachant une attention particulière à la fièvre - qu'il continuait toutefois à considérer comme une maladie en tant que telle - , il avait recours aux bains froids dont il contrôlait l'effet à l'aide du thermomètre. Son travail n'eut alors que peu d'influence .

## Source
Cet article comprend des extraits du Dictionnaire Bouillet. Il est possible de supprimer cette indication, si le texte reflète le savoir actuel sur ce thème, si les sources sont citées, s'il satisfait aux exigences linguistiques actuelles et s'il ne contient pas de propos qui vont à l'encontre des règles de neutralité de Wikipédia.